# Styx World: Live 2001
Styx World: Live 2001 is een livealbum van Styx uit Chicago. Aan de samenstelling van de band is te zien dat de breuk Dennis DeYoung en Styx zich voor februari 2000 heeft plaatsgevonden. De opnamen zijn namelijk zonder hem gemaakt en de eerste dateren van 10 februari 2000 in Tokyo. Het betekende tevens dat Styx het zonder de hits van hun moest stellen, zij waren immers bijna allemaal door DeYoung geschreven. Het “nieuwe” Styx zou geen vergelijkbaar materiaal meer krijgen.
De opnamen vonden plaats op 
- 10 en 11 februari 2000 te Tokyo in Kosei Nanken Hall
- 27 oktober 2000 te Offenbach am Main, Duitsland, Stadthalle
- 11 februari 2001 te Edmonton, Canada, Shaw Center

## Musici
- Tommy Shaw, James Young – gitaar, zang
- Glen Burtnik – basgitaar, zang
- Lawrence Gowan – toetsinstrumenten, zang
- Todd Sucherman – slagwerk, percussie

Met
- Chuck Panozzo – basgitaar

## Muziek
| Nr. | Titel                                                  | Duur  |
| --- | ------------------------------------------------------ | ----- |
| 1.  | Rockin’ the Paradise (Young, Shaw, DeYoung)            | 4:12  |
| 2.  | High Enough (Shaw, Jack Blades, Ted Nugent)            | 2:07  |
| 3.  | Lorelei (Young, DeYoung)                               | 4:07  |
| 4.  | A criminal mind (Gowan)                                | 5:59  |
| 5.  | Love is the ritual (Burtnik, Pinky)                    | 5:31  |
| 6.  | Boat on the River (Shaw)                               | 4:25  |
| 7.  | Half-penny, Two-Penny (Young, Ray Brandle)             | 6:35  |
| 8.  | Sing for the day (Shaw)                                | 4:22  |
| 9.  | Snowblind (Young, DeYoung)                             | 5:22  |
| 10. | Sometime love just ain’t enough (Burtnik, Patty Smith) | 2:45  |
| 11. | Crystal ball (Shaw)                                    | 6:28  |
| 12. | Miss America (Young)                                   | 6:19  |
| 13. | Come Sail away (DeYoung)                               | 10:11 |